# 로마 위드 러브
로마 위드 러브(To Rome with Love)는 2012년 공개된 로맨틱 코미디 영화이다.

## 줄거리
트레비 분수를 지나 나보나 광장을 거쳐 토핑 가득한 인생을 만난다!
[Memory] 로마에서 되살아난 추억
로마에서 휴가의 마지막 일정을 보내던 건축가 ‘존’(알렉 볼드윈).
그는 우연히 자신의 젊은 시절을 꼭 빼닮은 건축학도 ‘잭’(제시 아이젠버그)을 만나게 되고, 순수하면서도 열정적인 삼각관계 속으로 빠져든다.
[Fame] 눈 떠보니 스타?
지극히 평범한 로마 시민 ‘레오폴도’(로베르토 베니니)는 어느 날 눈 떠보니 스타가 되어 있다.
속옷 색깔부터 케첩 묻은 양복 패션까지, 그의 일거수일투족이 주목 받으며 조금은 피곤한(!) 스타의 삶이 펼쳐지는데...
[Scandal] 처음 본 여자와 하룻밤
갓 결혼한 신혼부부 ‘밀리’와 ‘안토니오’는 로마 생활에 대한 부푼 가슴을 안고 정착을 준비한다.
하지만, ‘밀리’가 없는 사이 갑작스레 나타난 콜걸 ‘안나’(페넬로페 크루즈)로 인해 ‘안토니오’는 자신도 모르는 본능에 눈 뜨게 되고...
[Dream] 꿈은 이루어진다!
은퇴한 오페라 감독 ‘제리’(우디 앨런). 그의 딸 ‘헤일리’는 여행 중 만난 ‘미켈란젤로’와 결혼을 앞두고 있다.
딸의 약혼자를 만나기 위해 로마에 온 그는 평생을 장의사로 살아온 ‘미켈란젤로’의 아버지에게서 엄청난 재능을 발견하게 되는데...
유쾌한 도시 로마에서 상상만 했던 짜릿한 일탈이 현실이 된다!

## 배역
| - 알리슨 필 - 헤일리 역 / 미켈란젤로의 피앙세 - 플라비오 파렌티 - 미켈란젤로 역 / 헤일리의 피앙세 - 우디 앨런 - 제리 역 / 헤일리의 아버지, 필리스의 남편 - 주디 데이비스 - 필리스 역 / 헤일리의 어머니, 제리의 아내 - 파비오 아르밀리아토 / 미켈란젤로의 아버지 | - 앨릭 볼드윈 - 존 역 / 성공한 건축가, 잭의 지인, 내레이터 - 제시 아이젠버그 - 잭 역 / 셀리의 남자 친구 - 그레타 거윅 - 샐리 역 / 잭의 여자 친구, 모니카의 절친한 친구 - 엘런 페이지 - 모니카 역 / 샐리의 절친한 친구 - 리노 구안시알레 - 레오나르도 역 |

| - 로베르토 베니니 - 레오폴도 역 / 사무원, 임시 유명 인사 - 모니카 나포 - 소피아 역 / 레오폴도의 아내 - 세실리아 카프리오티 - 세라피나 역 / 비서 - 마르타 초폴리 - 마리사 라거소 역 / 레오폴도 인터뷰어 | - 알레산드로 티베리 - 안토니오 역 / 밀리의 남편 - 알레산드라 마스트로나르디 - 밀리 역 / 안토니오의 아내 - 페넬로페 크루스 - 애나 역 / 콜걸 - 시모나 카파리니 - 존 역 - 오르넬라 무티 - 피아 푸사리 역 / 배우 - 안토니오 알바네세 - 루카 역 - 리카르도 스카마르치오 / 도둑 |